# Bongo Beat
Bongo Beat är en norsk-svensk dokumentärfilm från 1996 i regi av Jan Röed. Filmen skildrar den populäre tanzaniske musikern, Remmy Ongala, och hans band Orchestre Super Matimila.